# Le Télémaque travesti
Le Télémaque travesti est un roman  français écrit par Marivaux en 1715-1716, et publié pour la première fois en 1736.

## Contexte de l'œuvre
Le Télémaque travesti est une œuvre de jeunesse de Marivaux. Son premier tome n'a été publié qu'en 1736, la suite demeurant inédite jusqu'à sa réunion et sa publication complète en 1956. 
Le roman s'inscrit dans le contexte de la querelle des Anciens et des Modernes où s'opposent, parmi d'autres, Fénelon et Marivaux. 
On a pu y voir une sorte de parodie de l’œuvre pédagogique de Fénelon, Les Aventures de Télémaque, publiée en 1699, mais c'est surtout le modèle pédagogique fénelonien du héros antique que Marivaux critique et juge dépassé. La parodie lui permet également d’interroger le bien-fondé de la relation maître-élève.

## Présentation du roman
L'ouvrage met en scène le fils Brideron, qui, en compagnie de son oncle Phocion, attend impatiemment le retour de son père, parti pour la guerre de Hongrie. Phocion est alors frappé par la ressemblance entre la situation de son neveu et celle du héros Télémaque, dont il est en train de lire les aventures.
Aussi le fils Brideron et Phocion se lancent-ils alors à parcourir l'Auvergne, en quête de Brideron père. Armés du Télémaque, ils cherchent tout au long de leurs propres aventures à conformer celles-ci à celles du héros antique, quitte à essayer de faire rentrer la réalité qu'ils rencontrent dans le schéma pré-imposé par l'ouvrage qu'ils ont emporté avec eux. 
En suivant pour son roman une composition analogue à celle de l'ouvrage de Fénelon, Marivaux poursuit un double objectif : d'une part, en « travestissant » ainsi de façon burlesque les aventures de Télémaque, il remet en cause le fonctionnement de l'œuvre inspirée par le héros d'Homère. Et d'autre part, il se moque en même temps de la prétention de Fénelon à vouloir asseoir sa pédagogie sur de telles fondations, renvoyant ainsi l'auteur des Aventures de Télémaque dans le camp des Anciens.